# Ensino de física

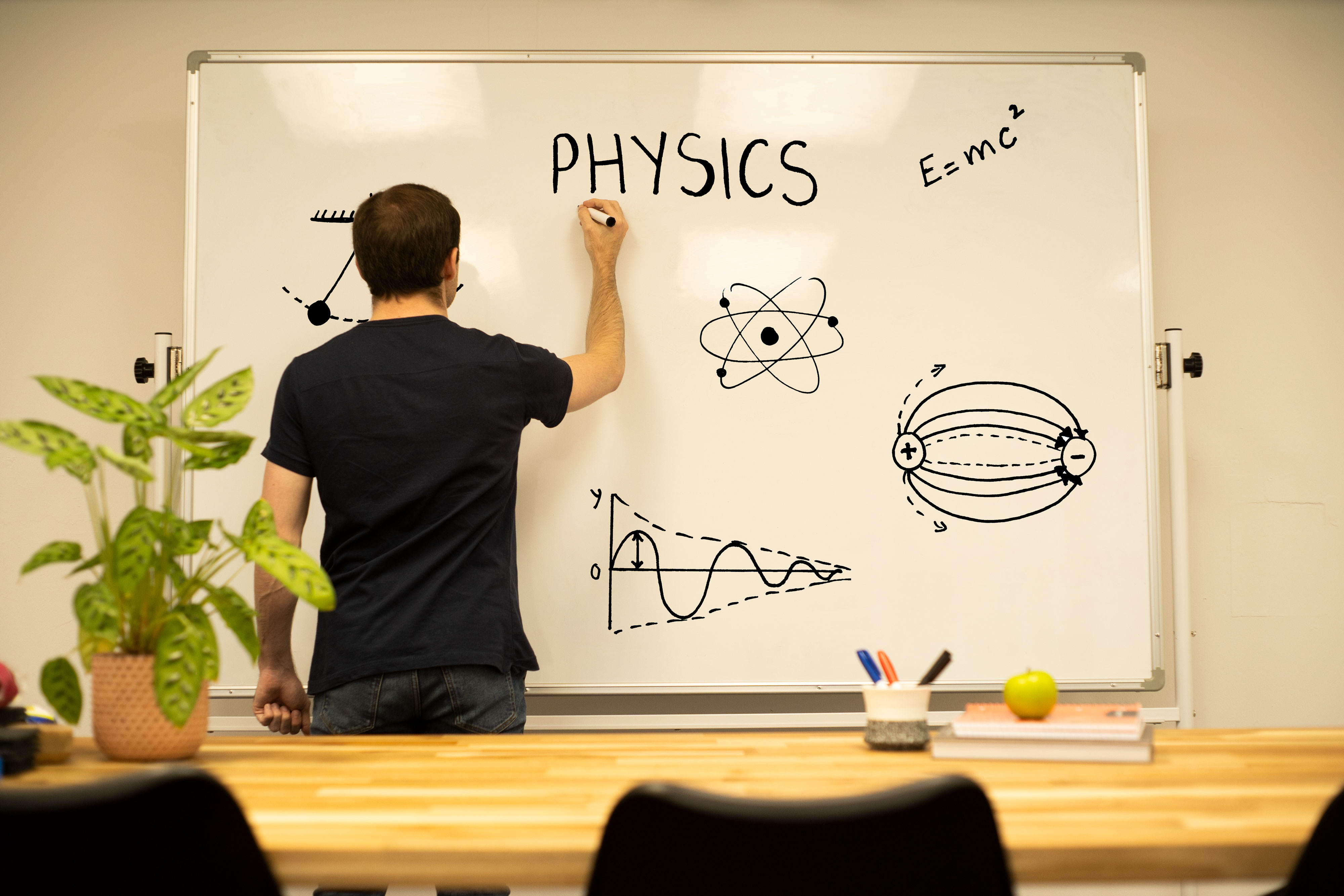
professor de física

Ensino de física ou pesquisa em ensino de física refere-se tanto aos métodos atualmente utilizados para ensinar física, como a uma área de pesquisa pedagógica que visa melhorar esses métodos. Historicamente, a física tem sido ensinada no nível médio e superior, principalmente, pelo método tradicional em conjunto com exercícios de laboratório destinados a verificar os conceitos ensinados nas aulas. Estes conceitos são melhor compreendidos quando as aulas são acompanhadas de demonstração, experimentos, e perguntas que exigem que os alunos pensem sobre o que vai acontecer em um determinado experimento e por quê. Afinal, é comum o uso de muita abstração para entender tais conceitos.

## Ensino de Física na Grécia antiga
Aristóteles escreveu o que é considerado como o primeiro livro-texto de física. As ideias de Aristóteles foram ensinados até o fim da Idade Média, quando os cientistas começaram a fazer descobertas. Por exemplo, a descoberta de Copérnico contradiz a ideia de Aristóteles de que o planeta Terra está fixo no centro do universo.As hipóteses aristotélicas já haviam sido questionadas antes mesmo de Copérnico, pois o que pecava nos seus estudos era a falta de experimentação em suas teorias, porém, mesmo que houvessem estes questionamentos por parte de alguns estudiosos, devido a importância das ideias aristotélicas e a notoriedade que lhe foram atribuídas, especialmente pela igreja, faziam com que a ideia de questionar Aristóteles fosse desestimulada e descredibilizada. As ideias de Aristóteles sobre movimento não foram substituídas até o final do século 17, quando Newton publicou as suas.
Hoje estudantes de física continuam pensando em conceitos de física nos termos Aristotélicos, apesar de ser ensinado apenas conceitos Newtonianos.

## Ensino de Física na Mesopotâmia
Pouco fala-se sobre o ensino de física em épocas tão primordiais quanto a mesopotâmica, porém há evidências de que foram utilizados métodos de coleta de dados na elaboração do conceito das filosofias naturais, época da qual não se distinguia do conceito de física moderno mas havia elementos introdutórios tão necessários para a elaboração de aprendizados humanos. As esparsas evidências se concentram no império Neo-Assírio e Babilônico dos séculos VII ao IV A.C. O estudo da astronomia foi o principal enfoque dos mesopotâmicos associados à este assunto, em especial para a elaboração de calendários festivos e colheitas em épocas apropriadas utilizados pelos gregos e consistentes com estas observações.

## Estratégias de ensino
Estratégias de ensino são várias técnicas utilizadas pelos professores para facilitar a aprendizagem dos alunos com diferentes estilos de aprendizagem.
As diferentes estratégias de ensino ajudam os professores a desenvolver o pensamento crítico entre os alunos e envolvê-los efetivamente em sala de aula.
A seleção de estratégias de ensino depende do conceito a ser ensinado e também sobre o interesse dos alunos.

### Métodos e abordagens
- Método Tradicional: é a forma mais comum de ensino de ciências pois a maioria dos professores são ensinados por este método, eles continuam a usar o método, apesar de muitas limitações, como é muito conveniente. Este método é centrado no professor e o papel do professor é supremo dessa forma é ineficaz em desenvolver o pensamento crítico e a atitude científica entre as crianças.
- Método socrático: neste método o papel do aluno é a maior em relação ao método tradicional, em que o professor irá fazer perguntas e acionar os pensamentos dos alunos. Este método é muito eficaz no desenvolvimento da ordem de pensar dos alunos e será ineficaz se as perguntas não são bem preparadas. Para aplicar esta estratégia, as crianças devem ser parcialmente informadas sobre o conteúdo. Este método é centrado no aluno.
- Método demonstrativo: neste método o professor realiza determinadas experiências que os alunos observem e propõe questões relacionadas com o experimento. Após a conclusão, o professor pode fazer perguntas para explicar cada etapa que é realizada. Este método é eficaz pois ciência não é completamente um assunto teórico.
- Método tradicional com demostrativo: Como o título sugere esse método é a combinação de dois métodos. É um método simples, em que o professor realiza a experiência e explica simultaneamente, assim o professor pode fornecer mais informações em menos tempo. Mas os alunos só observam e eles não realizam as experiência. E não é possível ensinar todos os tópicos por este método.[8]

### Uso do computador no ensino de física
Com o advento das tecnologias educacionais, o ensino de física foi re-discutido e reformulado através da possibilidade do uso do computador como material de apoio pedagógico, uma vez que tal objeto vinha acompanhado de uma série de expectativas e potencialidades a serem exploradas. Em meados dos anos 70  o tema entra em discussão em seminários sobre a educação no Brasil, entretanto, sua aplicação era restrita às universidades. Na década seguinte tem início a capacitação de  professores e a implantação de projetos nas redes de ensino de 1º e 2º grau, movimento que segue se expandindo e especializando  até os dias atuais. São diversas as formas do uso de tecnologias no âmbito de ensino de física, uma revisão da literatura que avaliou 109 artigos identificou sete modalidades:
1. Instrução e avaliação mediada pelo computador
2. Modelagem e simulação computacional
3. Coleta e análise de dados em tempo real
4. Recursos multimídia
5. Comunicação à distância
6. Resolução algébrica/numérica e visualização de soluções matemáticas
7. Estudo de processos cognitivos

Foi observado que os trabalhos, em sua grande maioria, estão relacionados à modelagem e simulação computacional da Mecânica Newtoniana, enquanto atividades computacionais que abordam os temas de Ótica e Física Moderna são relativamente mais raros.

#### Vantagens das ferramentas computacionais
As principais vantagens apontadas referem-se principalmente a visualização de conceitos complexos, feedback rápido por parte dos alunos e maior interação na aprendizagem. O uso de imagens ilustrativas em livros-texto, lançando mão de recursos como fotografias estroboscópicas para representação de corpos em movimento ou fenômenos dinâmicos são exemplos práticos adotados por educadores da área de ensino de física tendo em vista facilitar a compreensão de conceitos, julgados por estes como sendo, por vezes, altamente abstratos. No entanto, alguns estudos afirmam que o uso de animações por computadores pode ser uma solução mais eficaz para tais dificuldades.
Umas das maiores apostas do uso de tecnologias educacionais no ensino de física é o de simulações. Uma simulação em sala de aula têm como objetivo modelar determinado fenômeno permitindo a compreensão e visualização de suas características físicas.
Algumas vantagens do uso de simulações apontadas são :
- Coleta de grande quantidade de dados rapidamente;
- Possibilidade dos estudantes gerarem e testarem hipóteses;
- Apresentar versões simplificadas de conceitos abstratos;
- Possibilidade de identificar relacionamentos de causa e efeito em sistemas naturais complexos;
- Possibilidade de promover habilidades de raciocínio crítico;
- Interação com modelos científicos que não podem ser experienciados por observação direta;
- Acentuar a formação de conceitos;
- Entre outros.

#### Possibilidades de simulações computacionais no ensino
O ensino da Física e da Matemática nas escolas e nas universidades não tem parecido ser uma tarefa fácil para muitos professores. Uma das razões para essa situação é que a Física, bem como a mecânica e a elétrica, lidam com vários conceitos, alguns dos quais caracterizados por uma alta dose de abstração, fazendo com que a Matemática seja uma ferramenta essencial no desenvolvimento. Além disso, a Física lida com materiais que, muitas vezes, estão fora do alcance dos sentidos do ser humano tais como partículas subatômicas, corpos com altas velocidades e processos dotados de grande complexidade. Uma tal situação, frequentemente, faz com que os estudantes se sintam entediados ou cheguem mesmo a odiarem o estudo da Física e da matemática.
Simulações computacionais vão além das simples animações. Elas englobam uma vasta classe de tecnologias, do vídeo à realidade virtual, que podem ser classificadas em certas categorias gerais baseadas fundamentalmente no grau de interatividade entre o aprendiz e o computador. Tal interatividade consiste no fato de que o programa é capaz de fornecer não apenas uma animação isolada de um fenômeno em causa; mas, uma vasta gama de animações alternativas selecionadas através do input de parâmetros pelo estudante.
Apesar de todas as críticas, entretanto, há de admitir-se que boas simulações, criteriosamente produzidas, existe e que os professores guardam uma expectativa muito grande do potencial de suas utilizações. É preciso ter em conta que a educação não é algo que envolve apenas a informação. Educar consiste, igualmente, em fazer as pessoas pensarem sobre a informação e a refletirem criticamente.

#### Limitações do uso do computador
Apesar das potencialidades dos métodos computacionais no ensino, a sua plena utilização encontra diversas barreiras em países subdesenvolvidos. A infraestrutura da escola deve ser considerada juntamente com o preparo dos profissionais da educação para que a multimédia não se torne uma forma de reescrever o quadro negro, negando assim todas as possibilidades de criar uma aprendizagem ativa com este recurso.
Muitas vezes o uso do computador no ensino de física é citado como alternativa a realização de experimentos de laboratório. Entretanto, um sistema físico real pode ser muito complexo de modo que as simulações sempre serão baseadas em modelos que fazem simplificações. Tais simplificações resultam em limitações na validade da simulação, que, se não forem compreendidas, podem oferecer conceitos errados aos estudantes. Neste sentido, alguns autores colocam que o uso exagerado de animações e simulações não apresentam o mesmo status epistemológico e educacional que experimentos reais.  Além disso, na elaboração de simulações é frequente a adoção de pressupostos, processo que pode ser despercebido pelo estudante, caso não ressaltado pelo docente.

#### Softwares livres
Software é um sistema do computador, é a sequência de instruções a serem seguidas e/ou executadas pela máquina. Sabemos que o computador consegue ler informações em binários (representado por 0 ou 1), porém escrever um programa inteiro em binários seria impossível até para os melhores programadores. Perceba a diferença:
| CÓDIGO FONTE                                       | CÓDIGO BINÁRIO                                                                           |
| -------------------------------------------------- | ---------------------------------------------------------------------------------------- |
| int main() { printf(‘’ Olá Mundo’ ’) ; return 0; } | 1100111101110101001010 01001001010101110 0110101010011000011110 010110101011111110 [...] |

Um software livre se caracteriza pela liberação do seu código fonte, ou seja, todos os usuários têm acesso ao código fonte que rege o sistema. Um exemplo desse tipo de software é o sistema operacional GNU/Linux. Um exemplo contrário é o sistema operacional Windows, que é proprietário (não-livre ou privado), pois não libera seu código fonte para usuários.
A escolha do software livre na educação é uma relação em construção.  A preferência a ele ao privado se tornou política pública. No Brasil, por exemplo, ele está sendo introduzido nas escolas através do Programa Nacional de Tecnologia Educacional (Proinfo). Um dos motivos são questões financeiras, os gastos com licenças de softwares privados em todas as escolas públicas no Brasil é alto.
Outro motivo é a liberdade fornecida ao usuário para executar, acessar, estudar e modificar o código fonte de software, tornando o uso de softwares livres uma opção como ferramenta computacional do ensino de Física. Uma lista com alguns destes recursos podem ser encontrados na Tabela Dinâmica Software Educacional Livre fornecida pela Universidade Federal do Rio Grande do Sul.
Os aspectos legais e estruturais da comunidade do software livre é organizado pela Free Software Foundation (FSF), que, atualmente trabalha em aperfeiçoar licenças de softwares, suas documentações, e no aparato legal acerca dos direitos autorais dos programas criados sob essas licenças, de catalogar e disponibilizar um serviço com os softwares livres desenvolvidos.

#### Uso de Applets
Applet é um pequeno software que pode ser utilizado como recurso tecnológico na simulação e modelagem de problemas de física. É um ambiente virtual que pode tornar as aulas mais dinâmicas, devido sua interface e cores. É encontrado de forma gratuita na internet e é executável em uma página html. O uso de tecnologia no ensino é necessário, devido a crescente familiaridade de crianças e jovens com a tecnologia.

## Interatividade Computacionais Aplicados ao Ensino-Aprendizagem
A interatividade de alunos com os recursos computacionais, como meio para fomentar a sua participação ativa e reflexiva tem algumas vantagens e desvantagens em relação ao uso de simulações computacionais aplicadas ao ensino de Ciências em geral. Salientamos que entre essas vantagens, se destaca a capacidade desse tipo de ferramenta em tornar o aluno corresponsável pela sua própria aprendizagem, na medida em que favorece seu engajamento cognitivo com atividades potencialmente motivadoras. Em relação a possíveis desvantagens, a perda da conexão entre as simulações e os sistemas reais que essas buscam representar talvez seja a maior delas. Entretanto, isso não é um problema intrínseco às simulações, mas sim um produto de uma abordagem demasiadamente teórica dos conteúdos, sendo seus efeitos mais visíveis quando as usamos.

### Aplicativos móveis no ensino de física
Há muitas ferramentas para dispositivos móveis disponíveis ao ensino em física que vise complementar as aulas ministradas nas escolas. Conforme os artigos sobre Tecnologia da Informação e Comunicação (TIC) que se referem ao uso de aplicativos móveis para o uso do ensino, temos uma nova ferramenta pouco explorada e de fácil acesso à grande maioria de alunos e professores.
Uma aprendizagem que construa seus conhecimentos de forma que se possa visar romper as barrerias entre uma sala de aula tradicional com um ensino expositivo, se faz necessário onde no século XXI, uma pesquisa TIC Kids Online Brasil  (2017) por meio do Centro Regional de Estudos para o Desenvolvimento da Sociedade da Informação (Cetic.br), aponta que 93 % das crianças e adolescentes entre 9 e 17 anos utilizem seus Smartphones para acessar a internet e as práticas que predominam são: mensagens instantâneas (79%), vídeos online (77%), ouvir música online (75%) e redes sociais (73%), mas a busca por informações de notícias cresceu 17% entre os anos de 2013 e 2017, totalizando 51%. Isto demonstra que Smartphones estão sendo utilizados como ferramenta de pesquisa, além do entretenimento nas redes sociais.
Muitos professores devem ter se deparado com a situação de alunos estarem em sala de aula utilizando o celular em meio a uma explicação no quadro. Se esta atenção que se fazia necessária no conteúdo exposto é voltada para um aparelho interativo, professores e futuros professores devem se atentar e se aliar de forma produtiva a esta ferramenta de fácil acesso nos tempos atuais e que poderá contribuir de forma expressiva quando bem trabalhada.
Uma das praticidades é o conhecimento que os alunos já possuem do sistema operacional do seu Smartphone, mas será a cargo do professor canalizar esta prática para atividades interativas que auxiliem na busca por conhecimentos e resoluções de problemas mais complexos, de forma a empoderar seus alunos a modificarem como lhes for mais necessário os parâmetros analisados.
Recursos educacionais através dos aparelhos celulares com uma metodologia M - Learning beneficiam todas as áreas do conhecimento incluindo o ensino de Física.

#### Aprendizagem móvel (M-Learning)
Pensando objetivamente em aplicativos móveis que contribuam para o ensino de Física, deve-se compreender, primeiramente, o que vêm a ser um aplicativo educacional e quais parâmetros devem ser utilizados como critérios na avaliação de um possível aplicativo educacional.
Segundo o artigo "Critérios de qualidade para aplicativos educacionais no contexto dos dispositivos móveis (m-learning)"  adaptado, são requisitos que devem formar a base crítica na avaliação de um aplicativo:
- Requisitos pedagógicos – ambiente educacional, aspectos didáticos, pertinência ao programa curricular;

- Usabilidade – facilidade de uso, de aprendizagem;

- Interatividade - o usuário é protagonista no uso dos recursos, fazendo escolhas que levam a experiências e resultados diferentes;

- Acessibilidade – personalização, adequação ao ambiente;

- Flexibilidade – adequação tecnológica e adaptação às necessidades e preferências dos usuários e ao ambiente educacional;

- Mobilidade – considerando a portabilidade (equipamento de fácil manuseio em diversos lugares e situações) e a geolocalização (serviços integrados à identificação do local de onde são acessados);

- Ubiquidade – integração dos alunos aos seus contextos de aprendizagem e a seu entorno;

- Colaboração – ambiente de colaboração, participação e interação entre alunos, professores e instituições;

- Compartilhamento – socialização do desenvolvimento das atividades, bem como dos resultados das atividades entre os demais alunos, professores e instituição.

- Reusabilidade – capacidade de ser utilizado em variados contextos e situações de aprendizagem e com alunos de diferentes perfis.

A UNESCO  define:
“[...] a aprendizagem móvel envolve o uso de tecnologia móvel isoladamente ou em combinação com qualquer outra tecnologia e informações para facilitar a aprendizagem a qualquer hora, em qualquer lugar”
A interação das TIC no contexto escolar vêm se inovando e modificando conforme novos estudos das suas utilidades vão se apresentando. Desta forma, aos professores cabe a responsabilidade de relacionarem e desenvolvê-las a seu favor, trazendo novas oportunidades de contribuição no processo de ensino-aprendizagem.
Assim, o uso de dispositivos móveis “não se limita ao aprendizado em ambientes formais (por exemplo, escolas), mas inclui todos os aspectos de ensino-aprendizagem para todos os tipos de estudantes, crianças, jovens e adultos”. Pode-se compreender que aspectos importantes como os conceitos de aprendizagem e inovação tragam definições no âmbito do processo ensino-aprendizagem por meio de M-Learning. Portanto, possibilitam práticas que permitam explorar as TIC dentro e fora da escola, construindo uma base que traduza aos alunos quais as novas opções detêm e quais as melhores formas de utilizá-las para seus conhecimentos.
Sob o olhar de Paulo Freire“saber ensinar não é transferir conhecimentos, mas criar possibilidades para sua própria produção e construção”, podemos entender que não é apenas deter estes dispositivos móveis com aplicativos educacionais que será uma forma de educação M-Learning. Para tal, se faz necessário um planejamento que envolva material didático, uma atividade de estudo investigativa e conteúdo curricular. Este método de aprendizagem possibilita a interação dos alunos com o conteúdo, podendo potencializar a autonomia dos estudantes.

### Uso de Smartphones em laboratórios de ensino
Hoje os celulares, conhecidos como Smartphones, estão nas mãos de 85% das crianças e dos adolescentes entre 9 e 17 anos com acesso à internet tanto móvel quanto Wi-Fi.
Estes dispositivos possuem além dos softwares iguais ou até mesmo superiores a muitos computadores, sensores eletrônicos embutidos proporcionando experimentos que podem mudar o paradigma do ensino da disciplina.
Como exemplo, é possível citar alguns trabalhos, já realizados, que envolvem a aceleração da gravidade, a aceleração de elevador, escada rolante e drones, pêndulo simples,  pêndulo físico, oscilador harmônico simples e amortecido, rotações sobre um eixo fixo, momento angular, impulso, colisões unidimensionais, intensidade luminosa, difração, acústica, batimentos, efeito Doppler, pressão atmosférica e campo magnético.
Isto tudo devido eles possuírem sensores, como: acelerômetro, GPS, giroscópio, termômetro, pressão atmosférica (barômetro), sensores de campo magnético, intensidade sonora (decibelímetro) e luminosidade (Luxímetro), que são capazes de medir grandezas físicas em intervalos de tempo da ordem de milissegundos.
Isoladamente, a tecnologia não pode revolucionar o ensino, mas a introdução das metodologias de aprendizagem ativa baseada em projetos, ambas mediadas pelas tecnologias de informação e comunicação, é o caminho para desenvolver as habilidades deste século para a educação.

#### Aplicativos
Há muitos aplicativos que são oferecidos para os sistemas Operacionais Android na Play Store, IOS, entre outros, onde os professores poderão realizar um pesquisa levando em consideração todos os critérios citados acima e qual o objetivo de aprendizagem. A prioridade se dá pelos aplicativos grátis (em sua maioria não são aplicativos livres), pois há o interesse que todos ao alunos independente do contexto social, possam adquirir com facilidade.
Mas não é necessário se fixar apenas em aplicativos existentes, há plataformas que permitem criar novos aplicativos para diversas funcionalidades, uma destas seria a Fábrica de Aplicativos. Nota-se que ao realizar uma busca na Play Store de um sistema operacional Android, os aplicativos de física são direcionados às fórmulas.
Um aplicativo educacional que está em expansão é o Peer Instruction.  Para um professor de física, as dificuldade conceituais que os alunos possuem ainda são um objeto de estudos metodológicos, porém com este aplicativo, o professor distribui cartões com QR  Code aos alunos. Após um questionamento, os alunos votam em uma alternativa que julgam correta levantando um dos lados do cartão com a letra (a,b,c,d,e) correspondente. Então o professor utiliza seu Smartphone e rastreia as respostas, sendo aparente quantos alunos acertaram ou erraram. Desta forma o professor poderá receber um feedback real dos alunos. Mas vale ressaltar que este aplicativo não é interativo quanto aos alunos construírem seus conhecimentos.
Aplicativos sobre astronomia costumam ser mais interativos quando permitem que cada aluno possa ter em seu celular e utilize de diversas formas. Há aplicativos sobre o Mapa do Céu, desda forma quando apontar o celular com o aplicativo aberto, um mapa com os corpos celestes aparece e conforme a posição, terá todo o Céu na palma de sua mão. Uma atividade poderia ser a indagação da posição da Terra frente ao Céu ou identificar os planetas que são visíveis a olho nu.
A motivação que fará com que os alunos tenham e usufruam dos aplicativos de Física se darão pelo incentivo do professor em lhes mostrar que existem estas ferramentas e despertar sua curiosidade e criatividade. O planejamento aliado a uma boa base de informação levará aos professores e alunos um vínculo além dos muros da instituição educacional. E não apenas em aplicativos de física especificadamente, mas uma conectividade com as demais áreas da ciência e propor atividades mais complexas, que extraiam dos alunos reflexão e os desafiem frente a uma descoberta.

## Experimentação
A experimentação é de fundamental importância para o ensino de Física, servindo não apenas como motivador para o aluno, mas como ferramenta na formação e desenvolvimento de conceito científicos. O processo investigativo é parte central da experimentação sendo importante não apenas para a Física, mas para toda a área da Ciências da Natureza. Apesar do processo investigativo ser central, é importante que assuma muitas formas devido a complexidade do processo de aprendizagem o que apresenta um desafio ao professor.

### Abordagens
São maneiras como as atividades experimentais são apresentadas na sala de aulas, definem o papel do professor, do aluno; roteiros para a atividade; posição do experimento em aula; vantagens, e desvantagens. Na criação de uma aula experimental é tão importante definir a abordagem quanto o tema do experimento. Existem várias abordagens de aulas experimentais no ensino de Física, entretanto, podem ser dividias em três principais: atividades de demonstração, atividades de verificação e atividades de investigação.

#### Atividades de demonstração
Uma das abordagens mais utilizadas em atividades experimentais e são frequentemente integradas a aulas expositivas. O experimento é no centro da aula servindo para a ilustração. Demanda pouco tempo, pode ser realizada com poucos materiais e em espaços mais restritos que as atividades de verificação e atividades de investigação. Entretanto não há garantia da atenção dos alunos e de seu envolvimento na atividade. Neste tipo de atividade o professor executa o experimento e explica seu funcionamento, o aluno observa e retira suas dúvidas; o roteiro é estruturado e fechado fica em posse do professor.

#### Atividades de verificação
São atividades que visam a confirmação da teoria e/ou lei e são comumente realizadas ao final de uma aula expositiva. Tornam o ensino mais realista e palpável para o aluno, além disso, possibilitam ao professor identificar facilmente os conceitos que não ficaram claros para seus alunos. Entretanto, a relativa previsibilidade do resultado pode desincentivar o aluno, não obstante, não desenvolve a curiosidade do aluno. Neste tipo de atividade, o professor fiscaliza e guia os alunos durante o experimento; os alunos realizam o experimento e o explicam. O roteiro é estruturado, fechado e é distribuído aos alunos.

#### Atividades de investigação
São atividades que visam a investigação de um fenômeno com pouco conhecimento prévio. Portanto, incentivam a curiosidade e a criatividade dos alunos, e o erro contribui para  o aprendizado dos alunos. Entretanto, demandam tempo, comumente são uma aula inteira, e é necessário que os alunos possuam experiência em atividades práticas. Neste tipo de atividade, o professor é um facilitador e mediador do processo de aprendizagem. Enquanto os alunos possuem papel central, planejando, realizando, analisando e explicando o experimento. Devido a grande liberdade dos alunos, o roteiro deve ser aberto ou inexistente.

### Coleta, análise e discussão de dados em sala de aula
São partes fundamentais de um experimento científico em um laboratório, o que não é diferente na sala de aula. A coleta e análise de dados são fundamentais para a aprendizagem do aluno, servindo para mudar suas ideias e visões pré concebidas sobre o experimento. Além disso, levanta questões sobre que variáveis devem ser levadas em consideração e de incertezas das medidas.
Com o avanço da tecnologia, surgiram diversos equipamentos e programas que auxiliam na coleta e análise de dados. Entretanto, o alto custo de ferramentas proprietárias restringem o acesso. Neste contexto, a utilização de software livre torna-se vital para o amplo acesso, sendo gratuito pode ser utilizados por todos, sendo fundamental na inclusão digital. Entretanto, para que o uso de, por exemplo, computadores em ambientes escolares de maneira eficiente é necessário introduzir no processo de formacão dos professores o uso dos mesmos.

#### Coleta de dados
A coleta de dados muitas vezes é considerada como pouco importante, entretanto, é fundamental para o entendimento de conceitos como dispersão, precisão, exatidão e valor verdadeiro e como os alunos pensam sobre tais conceitos e suas dificuldades. Além de uma melhora na educação científica, uma vez que é necessário que pensem como cientistas e entendam como o mesmo trabalha e como ciência é desenvolvida.
Esta fase requer tempo, entretanto, a popularização de plataformas de prototipagem e de softwares livres, por exemplo Arduino e Tracker, vem possibilitando a sua utilização em sala de aula. A utilização desta tecnologia pode reduzir o tempo necessário para a coleta de dados, além disso possibilitar a realização de uma ampla gama de experimentos impraticáveis sem a utilização sensores eletrônicos como em certos experimentos em óptica.

#### Análise de dados e discussão
A análise de dados demanda grande envolvimento dos alunos, melhorando o entendimento dos mesmos sobre fenômenos físicos.Permite aos alunos discutirem e até relacionarem com situações já vividas. Além disso, é fundamental a participação do professor no sentido de auxiliar e estimular os alunos na busca de explicações para os fenômenos estudados em qualquer uma das abordagens escolhidas.
A utilização de computadores pode facilitar a organização e estruturação dos dados obtidos, criando-se tabelas e gráficos de forma mais rápida, propiciando mais tempo para a análise de dados propriamente dita, evitando a perda de interesse devido a intediante tarefa de anotar os dados. Podendo de proporcionar um tratamento estatístico dos resultados e aproximar o aluno do que é feito em um "laboratório de verdade".

## Ensino de Física para pessoas com Necessidades Educativas Especiais (NEE).
O Capítulo V da Lei de Diretrizes e Bases da Educação Nacional (LDB,1996) é destinado a Educação Especial. Entende-se por educação especial, para os efeitos desta Lei, a modalidade de educação escolar oferecida preferencialmente na rede regular de ensino, para educandos com deficiência, transtornos globais do desenvolvimento e altas habilidades ou superdotação. No artigo 59 da LDB está previsto que os sistemas de ensino assegurarão a esses educandos atendimento especializado, bem como professores do ensino regular capacitados para a integração de alunos com necessidades educativas especiais nas classes comuns (educação inclusiva).
Tipos de Necessidades Educativas Especiais:
- Transtornos funcionais específicos: dislexia, discalculia, dislalia;
- Transtornos globais de desenvolvimento: autismo, síndrome de Asperger, Síndrome de Rett;
- Superdotação, altas habilidades;
- Distúrbios genéticos que afetam a cognição: síndrome de Down;
- Deficiência Visual;
- Deficiência auditiva.

De 2013 à 2017, o ensino médio conseguiu quase dobrar o número de matrículas de pessoas com deficiência, passando de 48.589 para 94.274, esses números não tratam de transtornos funcionais específicos. Essa inclusão ocorre em classes regulares, ou seja, com alunos que não necessitem de práticas especiais, como prevê a LDB. O ensino de Física para pessoas com NEE, com base nas exigências da Lei de Diretrizes, e tendo em vista o aumento de matrículas nas escolas de alunos com NEE, carece de uma formação adequada dos professores para uma educação inclusiva.
Na perspectiva da pesquisa em ensino de Física a maior parte dos artigos  que apresentam o assunto de ensino de Física para pessoas com NEE, publicados nas principais revistas nacionais da área de ensino de Física,  tratam de alguns objetivos, tais como, em síntese:
1. Compreender as dificuldades comunicacionais entre professores e alunos com NEE;
2. Propor o uso de materiais adaptados para o ensino de Física para pessoas com NEE, como, por exemplo, maquetes táteis visuais e gravações sonoras para alunos com deficiência visual;
3. Investigar a formação de futuros professores de Física para o ensino de turmas mistas, ou seja, com alunos inclusos e alunos sem deficiência;
4. Analisar as concepções de licenciandos sobre o ensino para pessoas com deficiência;
5. Detectar e avaliar as concepções alternativas de alunos com deficiência visual.

Dado o exposto, como um panorama geral, alguns autores tratam sobre necessidades específicas nos seus artigos. Por exemplo, autores como Dickman & Ferreira (2008) discutem  os desafios e as perspectivas dos professores no processo de ensino-aprendizagem de Física para estudantes com deficiência visual. Para promover a compreensão da Física para alunos com essa deficiência, os professores precisam se valer:
- da experimentação;
- de materiais táteis visuais;
- da percepção de diferença de tempo de aprendizagem entre um aluno normovisual e um aluno cego, estimulando a interação entre eles de forma a facilitar o entendimento do conteúdo;
- a promoção da utilização da memória e de cálculos.
A educação inclusiva é necessária, contudo, existem dificuldades para a obtenção de êxito nesse contexto. Os principais percalços relacionados ao ensino de Física  para pessoas com NEE são:
- a falta de preparação dos professores;
- a falta de preparo para o ensino de alunos inclusos na rede regular;
- a necessidade de se adaptar material didático e currículo para alunos com e sem deficiência simultaneamente devido à falta de recursos pedagógicos em sala de aula;
- o ensino de tópicos abstratos;
- esforço extra exigido para a preparação das aulas;
- o desconhecimento sobre o que é um aluno com deficiência e o que são NEE.

A dislexia é uma realidade nas escolas, sua comprovação é feita mediante um diagnóstico realizado por uma equipe multidisciplinar credenciada pela ABD (Associação Brasileira de Dislexia).  A dislexia é um assunto pouco tratado pelos pesquisadores da área de ensino de Física, mesmo, segundo a ABD, ela sendo o distúrbio de maior incidência em sala de aula e atingir entre 05%  e 17% da população mundial.

## O Ensino de Física no Brasil
O método de ensino atual no Brasil se aproxima mais do método tradicional. O aluno geralmente fica preso a fórmulas, caracterizando um conhecimento parcial e descartável. Com pouco acesso a laboratórios de física e a carga horária semanal referente a disciplina de Física que já chegou a 6 horas-aula por semana, hoje pós BNCC - Base Nacional Comum Curricular - é de 2 ou menos. "O ensino dito “tradicional” apresenta-se defasado - de acordo com a visão de estudiosos e especialistas da área - perante as novas necessidades que surgiram nos últimos anos e, os resultados educacionais publicados por meios oficiais mostram algumas deficiências no que tange ao Ensino de Física."

#### Quando começa o ensino de Física nas escolas e o que é ensinado
No Brasil o ensino de Física é previsto de ser ensinado, de acordo com a BNCC, desde a primeira série do ensino fundamental. 
Como exemplo, no segundo ano do ensino fundamental na unidade temática "terra e universo", está previsto para trabalhar os seguintes objetos de conhecimento: "Terra e Universo Movimento aparente do Sol no céu" e "O Sol como fonte de luz e calor". 
Essas temáticas tem o objetivo para que os alunos adquiram as seguintes habilidades:
- (EF02CI07) Descrever as posições do Sol em diversos horários do dia e associá-las ao tamanho da sombra projetada.

- (EF02CI08) Comparar o efeito da radiação solar (aquecimento e reflexão) em diferentes tipos de superfície (água, areia, solo, superfícies escura, clara e metálica etc.).